# В лесу прифронтовом
«В лесу́ прифронтово́м» — популярная песня композитора Матвея Блантера на стихи Михаила Исаковского. Стихотворение Исаковского было написано в 1942 году, а создание песни Блантером обычно датируется 1943 годом.

## История
С берёз, неслышен, невесом,

Слетает желтый лист.

Старинный вальс «Осенний сон»

Играет гармонист.

Вздыхают, жалуясь, басы,

И, словно в забытьи,

Сидят и слушают бойцы —

Товарищи мои.

Под этот вальс весенним днём

Ходили мы на круг;

Под этот вальс в краю родном

Любили мы подруг;

Под этот вальс ловили мы

Очей любимых свет;

Под этот вальс грустили мы,

Когда подруги нет.
Осенью 1941 года группа московских писателей, поэтов и артистов вместе с их семьями была эвакуирована из столицы в город Чистополь Татарской АССР, расположенный на реке Каме. Среди них был и поэт Михаил Исаковский, который не мог находиться на фронте по причине слабого зрения. Там же, в Чистополе, в 1942 году он написал стихи, на основе которых потом родилась песня «В лесу прифронтовом». Впервые это стихотворение было опубликовано в газете «Красная Татария».
В первоначальном варианте Исаковского стихотворение называлось «В прифронтовом лесу» и имело посвящение его жене Лидии — Лиде. В том же виде, под тем же названием и с тем же посвящением, оно было воспроизведено в собрании сочинений Исаковского, изданном в конце 1960-х годов.
Михаил Исаковский писал: «Стихи написаны на Каме, когда шёл второй год войны. Работая, представил себе русский лес, чуть-чуть окрашенный осенью, тишину, непривычную для солдат, только что вышедших из боя, тишину, которую не может нарушить даже гармонь. Послал стихи старому товарищу Матвею Блантеру (с ним создавали „Катюшу“). Спустя несколько месяцев, услышал по радио, как „В лесу прифронтовом“ исполняет Ефрем Флакс».
Композитор Матвей Блантер вспоминал: «И вот в 1942 году получаю от Исаковского письмо: „Матвей, я написал стихи. Может, этим обеспечу хоть какое-то участие в войне“. С первых же фраз было ясно — стихи сто́ящие. Так появился вальс „В лесу прифронтовом“». По-видимому, при создании музыки Блантер отталкивался от интонаций упомянутого в стихотворении Исаковского вальса Арчибальда Джойса «Осенний сон», а также его же вальса «Воспоминание».
В годы войны песня «В лесу прифронтовом», повествующая о воспоминаниях солдат во время отдыха перед боем, снискала всенародную популярность. Тем не менее, основное содержание песни — не только лирические воспоминания о мирной жизни, но и то, что дорога к дому и к любимой ведёт через борьбу с врагом, тяжёлые испытания и невзгоды: «… и каждый знал — дорога к ней ведёт через войну».
За создание песен «Под звёздами балканскими», «В путь-дорожку дальнюю», «Моя любимая» и «В лесу прифронтовом» Матвею Блантеру в 1946 году была присуждена Сталинская премия, а ещё раньше, в 1943 году, за тексты для песен получил Сталинскую премию Михаил Исаковский. Песня «В лесу прифронтовом» оставалась популярной и после войны. В частности, она неоднократно исполнялась на заключительных концертах телевизионных фестивалей «Песня года»: Алексей Покровский исполнил её в 1974 году, а Павел Бабаков — в 1980 году.
В 1990-х годах в ряде интервью композитором Никитой Богословским были высказаны предположения, что Матвей Блантер мог позаимствовать мелодию песни «В лесу прифронтовом» у прусского композитора Виктора Матиасовича (Victor Matyasovich), точнее, из его вальса «Королева ночи» (нем. Königin der Nacht), якобы опубликованного в 1925 году в Хемнице. Кроме высказываний Богословского, не известно ни о каких других свидетельствах и документальных подтверждениях такого заимствования.

## Исполнители
За свою историю песня «В лесу прифронтовом» входила в репертуар многих известных исполнителей, таких как Ефрем Флакс (первый исполнитель песни), Вадим Козин, Надежда Обухова, Майя Кристалинская, Соломон Хромченко, Георгий Виноградов, Иван Козловский, Алексей Покровский, Анатолий Александрович, Дмитрий Гнатюк, Тамара Синявская, Владимир Трошин, Людмила Гурченко, Павел Бабаков, Алибек Днишев, Олег Погудин, Татьяна Овсиенко, Екатерина Гусева  и другие.